# Leptis Magna
Leptis Magna (of, beter: Lepcis Magna) is een Fenicisch-Romeinse stad in Noord-Afrika, in het huidige Libië, nabij de stad Al Khums.

## Ontstaan
Leptis Magna lag aan de Middellandse Zee en de Wadi Lebda, enkele kilometers ten westen van de monding van de rivier de Cinyps (de huidige Wadi Qaam). Het was de hoofdstad van Tripolitania in de provincie Africa (Tripolitania was afgeleid van het Grieks treis poleis, wat "drie steden" betekent. Deze drie steden, Sabratha, Oea en Leptis Magna waren de belangrijkste in het gebied). De naam Leptis Magna werd gebruikt om de stad te onderscheiden van Leptis Parva in het huidige Tunesië.
De stad zou gesticht zijn als Fenicische nederzetting rond de elfde, tiende eeuw v.C. Deze kolonisten kwamen, volgens de Romeinse schrijver Sallustius, uit de stad Sidon. Maar hoogstwaarschijnlijk werd het pas later een echte stad, zo rond 600 v.C.
Het stond onder grote invloed van een andere grote Fenicische stad, Carthago. Zo betaalde Leptis Magna een tribuut aan de Carthagers van één talent per dag. Na de verwoesting van Carthago bleef Leptis Magna een belangrijke havenstad en verkregen de Romeinen de controle over Noord-Afrika. Leptis Magna bleef wel onafhankelijk, maar de stadsraad moest wel verantwoording afleggen aan de Romeinse Senaat.

## Romeinse annexatie
Tijdens de oorlog tussen de Romeinen en Jugurtha, koning van Numidië, koos de stad de kant van de Romeinen en waren ze trouwe bondgenoten. De Romeinen hielpen de stad ook toen er een revolutie dreigde en stuurden hulp: vier cohorten onder leiding van C. Annius.
In de eerste eeuw v.C. steunde de stad een opstand tegen Julius Caesar. Die sloeg de opstand neer en verplichtte de stad een boete te betalen van 3.000.000 eenheden olijfolie per jaar. De olijfolienijverheid zou altijd een van de belangrijkste blijven in het gebied. In 46 v.C. won Caesar de Slag bij Thapsus en nam controle over Tripolitania. Hij werd verwelkomd in Leptis Magna. Vanuit Leptis Magna werd ook een vloot van Caesar gestuurd om te vechten tegen diens vijanden, de Pompeianen.

## Romanisering
In deze tijd kwam de romanisatie op gang; een bewijs daarvoor is de aanpassing van de namen. Zo liet de heel belangrijke familie Tabaphi, die veel gebouwen in de stad zoals een marktplaats en een verdedigingsmuur optrok, haar naam veranderen in het Latijn-ogende Tapapii. De welvaart bleef stijgen.
Al tijdens de regering van keizer Augustus (31 v.C.-14) kende de stad een bloeiperiode en werd het echt een stad in Romeinse stijl. Zo bouwden Punische aristocraten vele bouwwerken, zoals een markt en een chalcidicum. Deze gebouwen hadden inscripties in zowel Latijn als in het lokale Punische dialect. Marmer werd voor het eerst gebruikt in plaats van leemstenen. Augustus liet ook wegen aanleggen. En ter ere van Augustus en Roma werd in 18 een tempel opgericht.
Maar er was niet altijd rust voor de stad, zo werd de stad betrokken bij een Afrikaanse opstand tegen keizer Tiberius. De Berbers, onder leiding van Tacfarinas, vielen Leptiscanen aan. Na diens dood bloedde de opstand dood.

## Bloei
Keizer Nero (54-68) liet in Leptis Magna een circus en amfitheater bouwen, waar ongeveer 16.000 mensen konden zitten. Tijdens het Vierkeizerjaar 69 verklaarde Oea de oorlog aan Leptis Magna. Oea riep de hulp in van de Garamanten, de grote vijand van Leptis. Maar Romeinse legioenen konden al snel de orde weer herstellen.
In 110 werd de stad tijdens de regering van Trajanus (98-117) de Colonia Ulpia Trajana. Keizer Hadrianus (117-138) breidde de stad uit met een paar bouwwerken, zoals een groot thermencomplex. Deze vorst liet, zijn defensieve politiek kenmerkend, een reeks versterkingen bouwen aan de limes tegen de aanvallen van woestijnvolkeren, zoals de Berbers (de Limes Tripolitanus). In de tweede eeuw was de stad al een van de welvarendste van het Rijk. Door een ingenieus systeem, dat werd gebruikt in heel Tripolitania, waarbij het opvangen van regenwater belangrijk was, kon men de grond goed irrigeren en slaagde men er zelfs in de woestijn terug te dringen.

## Septimius Severus

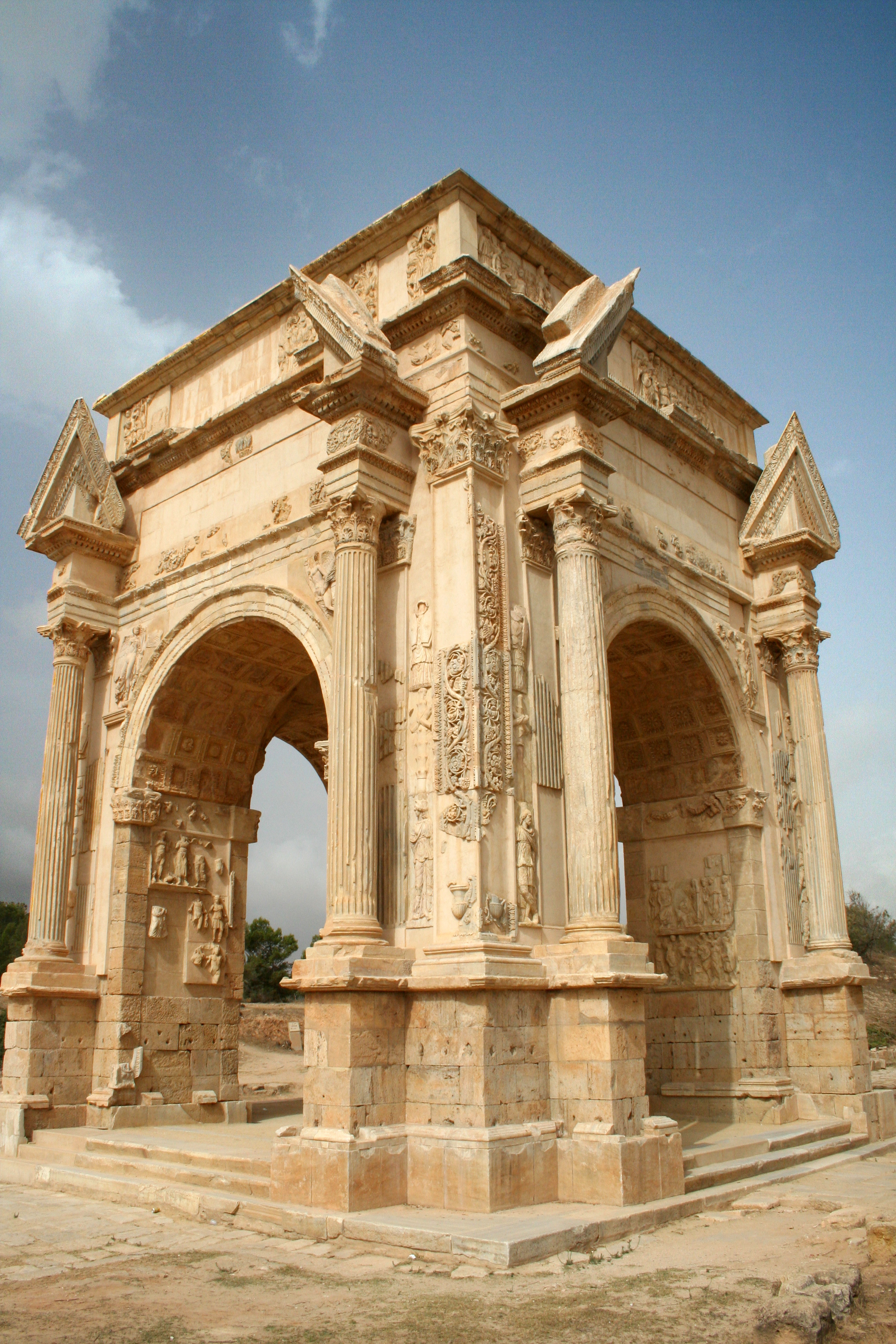
De Boog van keizer Septimius Severus

Maar Leptis Magna werd het bekendst onder de regering van keizer Septimius Severus (193-211). Deze was geboren in deze stad in het jaar 145. Hij breidde de stad uit en begon een groots bouwproject om de stad te verfraaien. Hij liet de hele haven herbouwen met een dam en twee grote reservoirs om overstromingen tegen te gaan. Ook werd er een tempel voor Jupiter aangelegd die uitkeek over de haven. Hij liet ook een forum met basilica aanleggen. Er werd een weg aangelegd die de haven verbond met de haven, deze weg was 366 meter lang, 21 meter breed en volledig omgeven met een colonnade. Septimius liet ook de Limes Tripolitanus uitbreiden.
Ook Fulvius Plautianus, de Praefectus praetorio, was afkomstig uit deze stad en liet veel bouwwerken uitvoeren. Het kende dan ook zijn grootste bloeiperiode in deze tijd, net zoals de rest van Africa. Het werd een handelscentrum dankzij de invoer van producten uit Afrika: ivoor, hout, goudstof, wilde dieren voor in de arena... Tijdens de Keizertijd had de stad ook haar eigen munten, soms zelfs van goud.

## Ondergang
Ook toen de interregionale handel instortte tijdens de crisis van de derde eeuw, bleef de stad relatief belangrijk. Weliswaar werden delen van de stad in de vierde eeuw verlaten, maar het bleef een van de grootste steden van Africa. Diocletianus maakte de stad tot hoofdstad van de nieuwe provincie Tripolitana. Onder keizer Theodosius I vond een verdere opleving plaats.
In 363 vielen de Austuriani Tripolitania binnen en werd het achterland van Leptis verwoest. De bestuurder op dat moment, Romanus, was corrupt en eiste betaald te worden, anders zou hij de stad niet verdedigen. De stad kon dat niet, aangezien ze weinig inkomsten had uit de handel.
Nog tweemaal daarna werd het gebied rond Leptis Magna aangevallen en één keer werd de stad zelf belegerd. In 439 kwam Leptis Magna onder het bewind van de Vandalen, nadat hun koning Geiserik Carthago veroverde op de Romeinen. Om rebellie te voorkomen liet Geiserik de stadsmuren slopen. Dit gaf Berbers in 523 echter alle gelegenheid om Leptis te plunderen.
Na de val van het Vandaalse Rijk door de Byzantijnse generaal Belisarius werd Leptis een onderdeel van het Byzantijnse Rijk, maar de stad stelde toen niet veel meer voor, ondanks het feit dat keizer Justinianus I (527-565) er een kerk bouwde. Ook bouwden de Byzantijnen er een vesting met een grote toren en een nieuw forum. In 643 werd de stad veroverd en verwoest door de Arabieren.

## Leptis of Lepcis?
De spelling "Leptis Magna", gebaseerd op een uit Italië afkomstige handschrift met de tekst van Sallustius' Jugurthijnse Oorlog, is ingeburgerd, maar de Fenische munten (opschrift LPQY) en Latijnse inscripties laten er geen enkele twijfel over bestaan dat de stad in feite "Lepcis" heette. De toevoeging "Magna" dateert uit de tweede eeuw.

## Trivia
Volgens een documentaire door de fotojournalist David Adams was Leptis Magna als meest zuidelijke garnizoensplaats van het Romeinse rijk een verschrikking voor de daar gestationeerde legionnairs. De enige manier om van een stationering ontheven te worden, was fysieke ongeschiktheid, bijvoorbeeld onvoldoende gezichtsvermogen. Dit was de reden dat sommigen ertoe kwamen bij zichzelf een oog uit te steken om zo onder de dienst uit te komen.

## Antieke bronnen
- Ammianus Marcellinus, Res Gestae, 28.6.4-13
- Sallustius, Jugurthijnse Oorlog, 78
- Tacitus, Annalen, 3.74.2
- Tacitus, Historiën, 4.50
- J.M. Reynolds & J.B. Ward Perkins, Inscriptions of Roman Tripolitania (1952 London) (een selectie is te vinden op de Liviuswebsite: hier)